# HD 107146
HD 107146 è una stella nella costellazione della Chioma di Berenice, che si trova a circa 90 anni luce (28 pc) dalla Terra. La magnitudine apparente di 7,028 rende questa stella troppo debole per essere visibile ad occhio nudo.

## Caratteristiche
Le proprietà fisiche di questa stella sono simili al Sole, inclusa la classificazione stellare G2V, che la rende un analogo solare. La massa è circa il 109% della massa solare (M☉) e ha circa il 99% del raggio del Sole (R☉). È una giovane stella con un'età compresa tra 80 e 200 milioni di anni. L'asse di rotazione è stimato in 21°+8°
−9°  rispetto alla linea di vista e completa una rotazione in un tempo relativamente breve di 3,5 giorni.

## Disco circumstellare
Nel 2003, gli astronomi hanno individuato un eccesso di infrarossi ed emissioni submillimetriche indicative della presenza di polvere circumstellare; era la prima volta che un disco di detriti è stato notato intorno a una stella simile al Sole, sebbene abbia un'età molto più giovane. Nel 2004 il telescopio spaziale Hubble ha rilevato la presenza di un disco spazialmente risolto che circonda la stella.
Il disco ha dimensioni di circa 210 × 300 UA. L'anello polveroso è freddo, con una temperatura di 51 K (−222 °C; −368 °F) e ha una massa di 0,10 M⊕. L'analisi del disco di detriti nelle lunghezze d'onda dell'infrarosso lontano e al di sotto del millimetro, effettuata utilizzando il telescopio spaziale Hubble, suggerisce la presenza di piccoli granuli nel disco. Il disco sembra essere leggermente allungato per formare un'ellisse, con il suo asse minore con un angolo di posizione di 58° ± 5°; supponendo che il disco sia effettivamente circolare, gli dà un'inclinazione di 25° ± 5° dal piano del cielo.
Un'analisi pubblicata nel 2009 suggerisce la possibile presenza di un pianeta a una separazione di 45-75 UA

## Galleria d'immagini

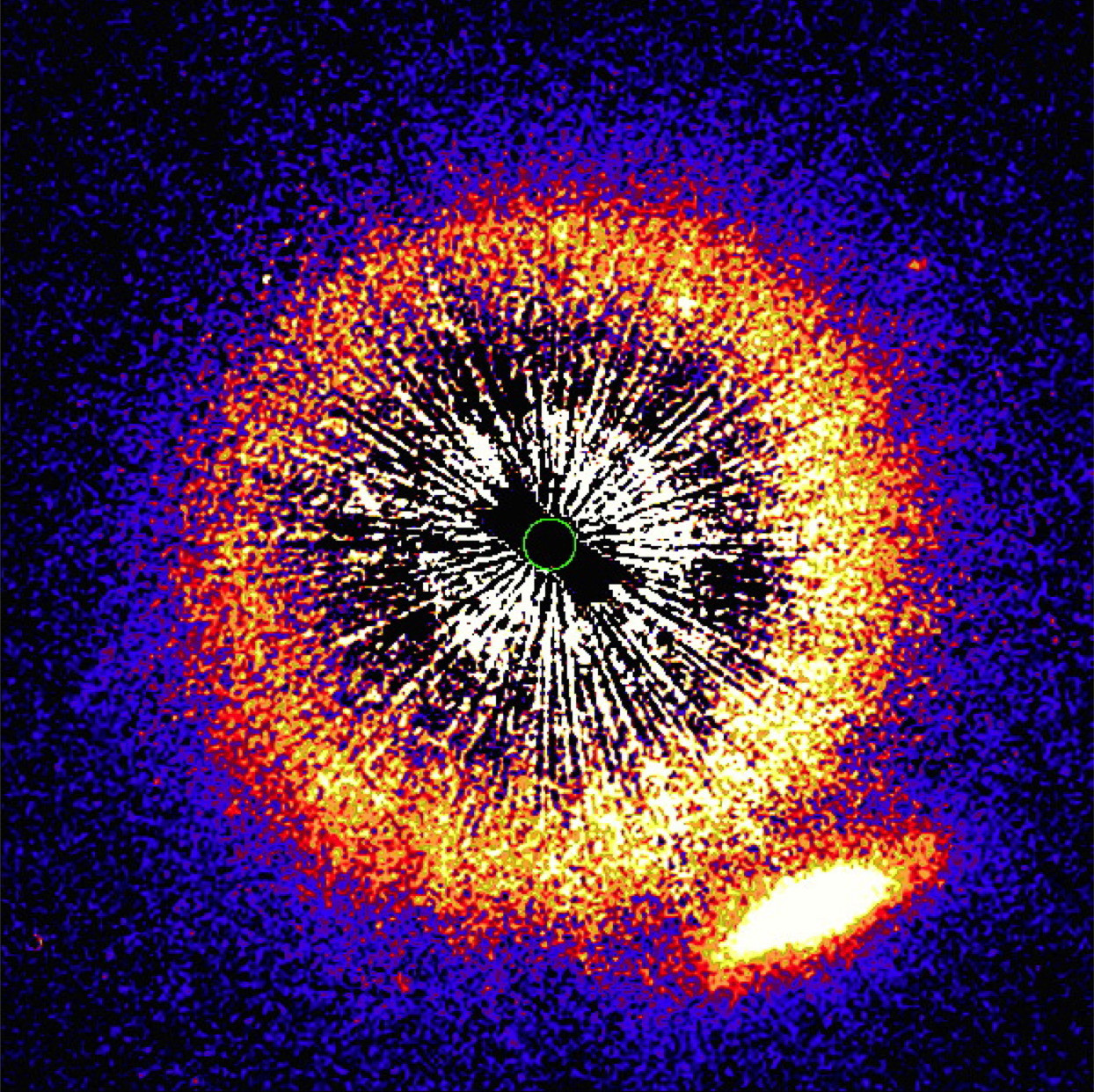
Transito di Vermin Galaxy dietro HD 107146[12].